# Hugo Sosa Miranda
Hugo Sosa Miranda (? – 2011. április 2.) paraguayi nemzetközi labdarúgó-játékvezető.

## Pályafutása

### Labdarúgó-játékvezetőként

#### Nemzetközi játékvezetés
A Paraguayi labdarúgó-szövetség Játékvezető Bizottsága terjesztette fel nemzetközi játékvezetőnek, a Nemzetközi Labdarúgó-szövetség (FIFA) bíróinak keretébe. Több válogatott és nemzetközi klubmérkőzést vezetett.

##### Világbajnokság
Mexikóban  rendezték a IX., az 1970-es labdarúgó-világbajnokság döntő mérkőzéseit. A dél-amerikai selejtező sorozatban 1969. július 27-én Bolíviában, La Paz városában, a Bolívia–Argentína (3:1) találkozót irányította.
Vezetett mérkőzéseinek száma: 1

##### Nemzetközi kupamérkőzések
Vezetett Kupa-döntők száma: 1

###### Interkontinentális Kupa
1968. szeptember 25-én Buenos Airesben, az Estudiantes (argentin)–Manchester United (angol) (1:0) kupadöntő első mérkőzését vezette. Ebben az időben a mérkőzésre három nemzetközi játékvezetők küldtek és a helyszínen, a mérkőzés előtt sorsolták ki, hogy ki vezeti a mérkőzést, ki milyen partbírói pozíciót foglal el.